# 홍강의
홍강의(1941년 ~ )는 대한민국의 정신건강의학과 의사이다.

## 학력 및 경력
- 서울대학교 의과대학 의학과 졸업
- 토호학원대학 의학 박사
- 워싱턴대학교 소아청소년정신과 전임의
- 미네소타대학교 소아청소년정신과 조교수
- 서울대학교병원 소아청소년정신과 교수
- 제주대학교병원 초대병원장
- 제주대학교 의과대학 학장
- 분당서울대학교병원 정신건강의학과 교수
- 한국자살예방협회 회장